# Bogomilismo
Il bogomilismo fu una setta cristiano-gnostica, sorta nel X secolo come derivazione dalla setta affine dei Pauliciani che si erano trasferiti nella Tracia e successivamente in Bulgaria. Successivamente si sviluppò nel XIII secolo anche in Serbia e Bosnia. Il bogomilismo rappresentò uno sviluppo del dualismo orientale, che riteneva che la realtà fosse retta dai principi del Bene e del Male, ed influenzò la nascita e lo sviluppo del movimento dei catari.

## Origine e fonti della dottrina
Questo modo di pensare era comune anche ad altre sette, molto più antiche, e in particolare ai Messaliani, movimento religioso carismatico sorto in Mesopotamia nel IV secolo. 
Al sorgere del bogomilismo presso Bulgari, Macedoni e Bizantini, hanno concorso i Pauliciani e i Tondrachiani, di origine siriana ed armena, deportati nei Balcani e, in particolare, attorno a Filippopoli (odierna Plovdiv) dagli imperatori bizantini, in varie occasioni tra il IX e l'XI secolo.
La creazione della dottrina del bogomilismo è attribuita a Bogomil (Богомил), il cui nome, corrispettivo in lingua bulgara del greco Teofilos, significa "amato da Dio". Il fatto che in molte versioni il nome sia preceduto dall'attributo "pop" (prete, padre) induce gli storiografi a ritenere che il fondatore dell'eresia sia stato un uomo di chiesa, verosimilmente un monaco, ortodosso.
Lo studio della dottrina dei bogomili risente del fatto che quasi tutte le testimonianze derivano dalla Chiesa Ortodossa del tempo, ed il più delle volte queste, oltre confutare le concezioni avverse, dileggiano l'eresia e attribuiscono ai suoi adepti idee e concezioni loro estranee.

## Dottrina
Il bogomilismo, in sintesi, riteneva che Dio avesse due figli: Satanael, il primogenito, e Michael. Satanael presto si ribellò al Padre e si trasformò in una creatura malvagia che, una volta cacciata dal Regno dei Cieli, creò l'Inferno e la Terra, cercando al contempo di generare l'uomo: non riuscendovi, chiese aiuto al Padre che soffiò l'anima nel corpo inanimato.
Padrone dell'uomo per aver creato la sua parte materiale, Satanael permise ad Adamo di colonizzare la Terra a condizione che questi vendesse se stesso e i suoi discendenti al proprio demiurgo.
Mosso da pietà per quegli esseri cui aveva infuso l'anima, Dio inviò allora sulla Terra il suo secondogenito, Michael, il cui spirito penetrò nel corpo di Gesù prima della nascita dello stesso, entrando nel corpo di Maria tramite l'orecchio destro. Dal suo avvento Gesù ebbe il compito di rompere il patto stabilitosi tra Adamo e Satanael e, per far questo, sconfisse il Diavolo tramite il suo sacrificio sulla croce. Libero dal suo corpo scese allora nell'Inferno ed eliminò la terminazione el che dava al fratello gli attributi della deità: Satanael fu così trasformato in Satana e la parte spirituale dell'uomo, una volta liberatasi da quella materiale, poteva ora ascendere al Cielo.
Tuttavia il figlio primogenito di Dio, pur privato di gran parte dei suoi poteri, riuscì ugualmente a istituire la Chiesa ortodossa attribuendole cerimonie, sacramenti e gerarchie clericali. Questa diventò così Chiesa di Satana, alla quale ci si poteva sottrarre solo tramite il rifiuto del mondo materiale.
Gli "eletti" tra i bogomili, coloro cioè che si dedicavano totalmente alla vita religiosa, praticavano infatti un ascetismo severo, rifiutando le immagini sacre, i sacramenti, l'Antico Testamento ad eccezione dei Salmi e dei Profeti, ogni culto esteriore e ogni forma di struttura ecclesiastica.
Come i catari, rifiutavano il culto della croce, ritenendo inconcepibile che il pezzo di legno su cui suo Figlio era stato ucciso fosse caro a Dio e fornivano un'interpretazione allegorica delle parole di Cristo con cui era stata istituita l'Eucaristia.
I libri a cui più facevano riferimento erano i Vangeli, non solo quelli canonici, che anzi ritenevano essere stati alterati dalle falsificazioni di san Giovanni Crisostomo e degli altri Padri della Chiesa ortodossa, ma soprattutto gli apocrifi che trasmisero loro la tradizione dualista, latente nell'Impero e vicina al monacheismo ortodosso, che spesso forniva un nascondiglio e un rifugio sicuro per gli eretici. Ritenevano di essere i discendenti degli apostoli e come tali unici depositari della verità evangelica.
La profonda ostilità per le dottrine e le pratiche dell'ortodossia bizantina è evidenziata dal netto rifiuto alla liturgia ortodossa: all'insieme delle preghiere e dei salmi veniva sostituita la semplice recitazione del Padre Nostro, considerata l'arma più potente contro Satana, ripetuto quattro volte di giorno e quattro di notte; la liturgia battesimale era rimpiazzata dalla sola imposizione delle mani.
Era vietato ogni tipo di contatto con la carne: il matrimonio e la procreazione erano rifiutati dagli adepti all'eresia perché attraverso il coito si perpetuava il mondo materiale di Satana. La loro ripugnanza era tanto forte che avevano l'abitudine di sputare e tapparsi il naso ogni volta che incrociavano un bambino in età da battesimo.
I fedeli non potevano inoltre mangiare animali, anch'essi frutto del coito, e digiunavano nei giorni di lunedì, mercoledì e venerdì.
Anche bere vino era vietato: la distribuzione di vino da parte del Cristo alle nozze di Cana era considerata una mistificazione e come tale era ignorata.

## Stretto rapporto tra bogomili e catari
I rapporti tra le due eresie, quella dei bogomili e quella dei catari, non risulta evidente solo dal confronto fra le due dottrine, ma anche dall'esistenza di un vangelo bogomila, il Libro di Giovanni evangelista, portato a Carcassonne nel 1190.
Il primo Concilio dei catari del 1167 a Saint-Felix de Caraman, ora chiamato Saint-Félix-Lauragais (Tolosa), fu presieduto dal pop Niceta, "vescovo bogomilo", il quale - arrivato da Dragovica - relazionò sulle chiese bogomile di Serbia, Romania, Macedonia, Bulgaria e Dalmazia.

## Struttura del movimento
Per il suo carattere segreto, era necessaria una idonea iniziazione prima di entrare a far parte della comunità dei fedeli. Era un processo che avveniva per gradi: non tutti i segreti della dottrina erano rivelati ai nuovi adepti nello stesso momento ma vi era una forma di istruzione progressiva, simile a quella dei movimenti gnostici e che esercitava un'analoga attrattiva.
La cerimonia di iniziazione era duplice: dopo un periodo di preparazione veniva posto sul capo dell'adepto il Vangelo di Giovanni e veniva invocato lo Spirito Santo. Seguiva a questa cerimonia un periodo di ritiro spirituale nella quale veniva accertata l'idoneità del candidato a cui, superato questo esame, seguiva la cerimonia finale, nella quale il nuovo membro veniva battezzato con un'ulteriore apposizione sul capo del Vangelo: veniva posto così in essere il battesimo dello Spirito (in contrapposizione con il battesimo satanico dell'acqua, perpetrato per la prima volta da Giovanni Battista, che ritenevano precursore dell'Anticristo).
Il neofita, impegnandosi solennemente a sottrarsi al mondo materiale di Satana, veniva in tal modo a far parte della comunità dei theotokoi (perfetti).
Ogni comunità aveva i suoi eletti, tra i quali potevano trovarsi anche donne, dediti all'ascetismo più severo. Alcuni di questi diventavano missionari e vagavano per il mondo compiendo esorcismi e testimoniando la propria fede: in questo modo si ritiene che il bogomilismo abbia influenzato i catari la cui dottrina ricalca fedelmente, in alcuni tratti, le tesi dell'eresia orientale.
Non vi era una vera e propria struttura gerarchica: a differenza della Chiesa ufficiale questa eresia non aveva strutture di comando centralizzate: ogni comunità si autodeterminava e, nonostante tutte facessero capo a una guida spirituale di cui non sappiamo né le funzioni né i criteri di elezione, manteneva una discreta autonomia.

## Storia dell'eresia
Il bogomilismo fece la sua prima comparsa in Bulgaria, terra conquistata dall'imperatore bizantino Basilio II (976-1025) all'inizio dell'XI secolo e di recente evangelizzazione, dove il cristianesimo era ancora avvertito dalla popolazione come un'imposizione di Bisanzio e dove il clero, pur di lingua slava, nulla poteva contro il persistere dei culti pagani e, forse, manichei. Dopo alcuni decenni di stasi, necessari al formarsi di una dottrina distinta da quella ufficiale, l'eresia si espanse in buona parte dell'impero bizantino aiutata dalla profonda crisi di fiducia che si era venuta a creare tra la popolazione e i vertici religiosi e militari di questa, seguita alla terribile sconfitta nella battaglia di Manzicerta: già al termine di questo secolo le prime missioni bogomile erano riuscite a far proseliti persino nei più raffinati circoli di Costantinopoli. Fino a quel momento il movimento eretico era riuscito a rimanere nell'ombra così efficacemente che la Chiesa ortodossa, pur adottando misure rigorose, non ne aveva in nessuna maniera limitato l'influsso.
Forte dei recenti successi, un certo Basilio, che secondo la tradizione sarebbe stato a capo dei bogomili per cinquantadue anni, cercò di evangelizzare Isacco, fratello dell'imperatore Alessio I Comneno e l'imperatore stesso; questi, fingendo interesse, riuscirono a far rivelare al predicatore le proprie convinzioni mentre uno stenografo, nascosto dietro ad una tenda, prendeva nota dei dettagli dell'eresia. Basilio aveva elaborato il bogomilismo rendendolo ancora più appetibile ai cittadini di Costantinopoli, ove, soprattutto nei salotti degli alti dignitari, la crisi che stava sconvolgendo la religiosità ortodossa aveva diffuso un interesse spasmodico per le pratiche esoteriche, mischiando alla dottrina del bogomilismo elementi di demonologia, dualismo manicheo ed etica neotestamentaria. Alessio deciso a ripristinare le istituzioni statali dopo il periodo di anarchia successivo alle sconfitte militari subite, vide nella repressione di questa eresia un modo per affermare davanti al popolo e alla comunità ecclesiastica la restaurazione del proprio potere imperiale. Subito dopo che l'eresia di Basilio fu smascherata, individuò e imprigionò un gran numero di bogomili con l'intenzione di giustiziarli ma, poiché rischiava di inimicarsi le sfere più influenti della nobiltà bizantina, di cui alcuni bogomili facevano parte, liberò la maggior parte di loro, forse dopo un'espressione superficiale di pentimento, tenendo in prigione i più incalliti e mettendo sotto pressione Basilio stesso perché tornasse all'ortodossia. Questi si rifiutò e, come monito all'intera popolazione di Costantinopoli, venne arso sul rogo davanti ad una grande folla; questa esecuzione avvenne, secondo l'opinione di gran parte della storiografia, nei primi anni del XII secolo. Il bogomilismo tuttavia sopravvisse, sporadicamente perseguitato nei secoli successivi.
Alla metà del XIII secolo, il patriarca di Costantinopoli Arsenio mandò in Macedonia un suo legato per reprimervi l'eresia: l'eresia continuò a proliferare alla periferia dell'impero almeno fino al XV secolo e se scomparve non fu a causa delle persecuzioni, ma al risvegliarsi nella popolazione di un sentimento genuinamente ortodosso, essendo tale Chiesa l'unico punto di riferimento rispetto alla crisi dell'impero che andava svanendo di fronte alla minaccia ottomana.